# 乌斯秋日纳区
乌斯秋日纳区（俄语：Устюженский район）是俄罗斯联邦沃洛格达州下辖的一个区，其行政中心为乌斯秋日纳。据2016年统计，该区的人口为17326人。